# Indonesia ai Giochi della XXX Olimpiade
L'Indonesia partecipò ai Giochi della XXX Olimpiade, svoltisi a Londra, Regno Unito, dal 27 luglio al 12 agosto 2012, con una delegazione di 22 atleti impegnati in otto discipline.

## Delegazione
| Sport             | Uomini | Donne | Totale |
| ----------------- | ------ | ----- | ------ |
| Atletica Leggera  | 1      | 1     | 2      |
| Badminton         | 5      | 4     | 9      |
| Judo              | 1      | 0     | 1      |
| Nuoto             | 1      | 0     | 1      |
| Scherma           | 0      | 1     | 1      |
| Sollevamento Pesi | 5      | 1     | 6      |
| Tiro              | 0      | 1     | 1      |
| Tiro con l'arco   | 0      | 1     | 1      |
| Totale            | 13     | 9     | 22     |

## Medaglie

### Medaglie d'argento
| Medaglia | Nome     | Sport             | Evento         |
| -------- | -------- | ----------------- | -------------- |
| Argento  | Triyatno | Sollevamento pesi | 69 kg maschile |

### Medaglie di bronzo
| Medaglia | Nome            | Sport             | Evento         |
| -------- | --------------- | ----------------- | -------------- |
| Bronzo   | Eko Yuli Irawan | Sollevamento pesi | 62 kg maschile |

## Risultati

### Atletica leggera
| Q | Qualificato al turno successivo per la posizione in qualificazione                                                           |
| q | Qualificato per il turno successivo per ripescaggio o, negli eventi su campo, conquistando la misura minima per qualificarsi |

#### Maschile
Eventi di corsa su pista e strada
| Atleta          | Evento | Batteria  | Batteria  | Quarto di finale | Quarto di finale | Semifinale      | Semifinale      | Finale          | Finale          |
| Atleta          | Evento | Risultato | Posizione | Risultato        | Posizione        | Risultato       | Posizione       | Risultato       | Posizione       |
| --------------- | ------ | --------- | --------- | ---------------- | ---------------- | --------------- | --------------- | --------------- | --------------- |
| Fernando Lumain | 100 m  | 10"80     | 2° Q      | 10"90            | 8°               | non qualificato | non qualificato | non qualificato | non qualificato |

#### Femminile
Eventi di corsa su pista e strada
| Atleta       | Evento   | Finale    | Finale    |
| Atleta       | Evento   | Risultato | Posizione |
| ------------ | -------- | --------- | --------- |
| Triyaningsih | Maratona | 2h 41'15" | 84ª       |

### Badminton
Maschile
| Atleta                      | Evento  | Girone                                     | Girone                                   | Girone                                   | Girone    | Ottavi                       | Quarti                                     | Semifinale           | Finale               | Finale          |
| Atleta                      | Evento  | Avversario Punteggio                       | Avversario Punteggio                     | Avversario Punteggio                     | Posizione | Avversario Punteggio         | Avversario Punteggio                       | Avversario Punteggio | Avversario Punteggio | Posizione       |
| --------------------------- | ------- | ------------------------------------------ | ---------------------------------------- | ---------------------------------------- | --------- | ---------------------------- | ------------------------------------------ | -------------------- | -------------------- | --------------- |
| Taufik Hidayat              | Singolo | P. Koukal (CZE) V 21-8, 21-8               | P. Abián (ESP) V 22-20, 21-11            | N.D.                                     | 1º Q      | Lin D. (CHN) P 9-21, 16-21   | non qualificato                            | non qualificato      | non qualificato      | non qualificato |
| Simon Santoso               | Singolo | R. Must (EST) V 21-12, 21-8                | M. Lahnsteiner (AUT) V 21-11, 21-7       | N.D.                                     | 1º Q      | Lee C.W. (MAS) P 12-21, 8-21 | non qualificato                            | non qualificato      | non qualificato      | non qualificato |
| Muhammad Ahsan Bona Septano | Doppio  | B. Issara /M. Jongjit (THA) P 11-21, 16-21 | A. Cwalina/ M. Łogosz (POL) V 21-0, 21-0 | Ko S.-h./ Yoo Y.-s. (KOR) V 24-22, 21-12 | 2º Q      | N.D.                         | Jung J.-s./ Lee Y.-d. (KOR) P 12-21, 16-21 | non qualificato      | non qualificato      | non qualificato |

Femminile
| Atleta                         | Evento  | Girone                                        | Girone                                        | Girone                                          | Girone    | Ottavi                                | Quarti                                | Semifinale                            | Finale                                | Finale                                |
| Atleta                         | Evento  | Avversario Punteggio                          | Avversario Punteggio                          | Avversario Punteggio                            | Posizione | Avversario Punteggio                  | Avversario Punteggio                  | Avversario Punteggio                  | Avversario Punteggio                  | Posizione                             |
| ------------------------------ | ------- | --------------------------------------------- | --------------------------------------------- | ----------------------------------------------- | --------- | ------------------------------------- | ------------------------------------- | ------------------------------------- | ------------------------------------- | ------------------------------------- |
| Adriyanti Firdasari            | Singolo | P. Nedelcheva (BUL) V 21-10, 21-15            | A. Zajcava (BLR) V 21-10, 16-21, 21-14        | N.D.                                            | 1ª Q      | Wang X. (CHN) P 15-21, 8-21           | non qualificata                       | non qualificata                       | non qualificata                       | non qualificata                       |
| Meiliana Jauhari Greysia Polii | Doppio  | L. Choo/ R. Veeran (AUS) V 21-11, 20-22, 21-7 | M.C. Edwards/ A. Viljoen (RSA) V 21-18, 21-10 | Ha J.-e./ Kim M.-j. (KOR) P 21-18, 14-21, 12-21 | 2ª Q      | squalificate per aver falsato partite | squalificate per aver falsato partite | squalificate per aver falsato partite | squalificate per aver falsato partite | squalificate per aver falsato partite |

Misto
| Atleta                       | Evento | Girone                                 | Girone                                   | Girone                                      | Girone    | Quarti                                   | Semifinale                               | Finale                                         | Finale    |
| Atleta                       | Evento | Avversario Punteggio                   | Avversario Punteggio                     | Avversario Punteggio                        | Posizione | Avversario Punteggio                     | Avversario Punteggio                     | Avversario Punteggio                           | Posizione |
| ---------------------------- | ------ | -------------------------------------- | ---------------------------------------- | ------------------------------------------- | --------- | ---------------------------------------- | ---------------------------------------- | ---------------------------------------------- | --------- |
| Tontowi Ahmad Lilyana Natsir | Doppio | V. Diju/ J. Gutta (IND) V 21-16, 21-12 | Lee Y.-d./ Ha J.-e. (KOR) V 21-19, 21-12 | T. Laybourn/ K.R. Juhl (DEN) V 24-22, 21-16 | 1º Q      | M. Fuchs/ B. Michels (GER) V 21-15, 21-9 | Xu C./ Ma J. (CHN) P 23-21, 18-21, 13-21 | J.F. Nielsen/ C. Pedersen (DEN) P 12-21, 12-21 | 4º        |

### Judo
Maschile
| Atleta            | Evento | Preliminari                     | 16-esimi             | Ottavi               | Quarti               | Semifinali           | Ripescaggio          | Med. bronzo          | Finale               | Posizione       |
| Atleta            | Evento | Avversario Risultato            | Avversario Risultato | Avversario Risultato | Avversario Risultato | Avversario Risultato | Avversario Risultato | Avversario Risultato | Avversario Risultato | Posizione       |
| ----------------- | ------ | ------------------------------- | -------------------- | -------------------- | -------------------- | -------------------- | -------------------- | -------------------- | -------------------- | --------------- |
| Putu Wiradamungga | −81 kg | L. Csoknyai (HUN) P (0001-0200) | non qualificato      | non qualificato      | non qualificato      | non qualificato      | non qualificato      | non qualificato      | non qualificato      | non qualificato |

### Nuoto
Maschile
| Atleta                 | Evento      | Batterie | Batterie   | Semifinali      | Semifinali      | Finale          | Finale          |
| Atleta                 | Evento      | Tempo    | Classifica | Tempo           | Classifica      | Tempo           | Classifica      |
| ---------------------- | ----------- | -------- | ---------- | --------------- | --------------- | --------------- | --------------- |
| I Gede Siman Sudartawa | 100 m dorso | 55"99    | 39º        | non qualificato | non qualificato | non qualificato | non qualificato |

### Scherma
Femminile
| Atleta           | Evento               | Trentaduesimi             | Sedicesimi           | Ottavi di finale     | Quarti di finale     | Semifinali           | Finale               | Pos. |
| Atleta           | Evento               | Avversario Risultato      | Avversario Risultato | Avversario Risultato | Avversario Risultato | Avversario Risultato | Avversario Risultato | Pos. |
| ---------------- | -------------------- | ------------------------- | -------------------- | -------------------- | -------------------- | -------------------- | -------------------- | ---- |
| Diah Permatasari | Sciabola individuale | M. Zagunis (USA) P (7-15) | non qualificata      | non qualificata      | non qualificata      | non qualificata      | non qualificata      | 33ª  |

### Sollevamento pesi
Maschile
| Atleta          | Evento | Strappo   | Strappo    | Slancio   | Slancio    | Totale | Classifica |
| Atleta          | Evento | Risultato | Classifica | Risultato | Classifica | Totale | Classifica |
| --------------- | ------ | --------- | ---------- | --------- | ---------- | ------ | ---------- |
| Jadi Setiadi    | -56 kg | 127 kg    | 3º         | 150 kg    | 7º         | 277 kg | 5º         |
| Eko Yuli Irawan | -62 kg | 145 kg    | 2º         | 172 kg    | 4º         | 317 kg |            |
| Hasbi Muhamad   | -62 kg | 138 kg    | 6º         | 163 kg    | 8º         | 301 kg | 7º         |
| Deni            | -69 kg | 140 kg    | 13º        | 171 kg    | 12º        | 311 kg | 12º        |
| Triyatno        | -69 kg | 145 kg    | 9º         | 188 kg    | 1º         | 333 kg |            |

Femminile
| Atleta         | Evento | Strappo   | Strappo    | Slancio   | Slancio    | Totale | Classifica |
| Atleta         | Evento | Risultato | Classifica | Risultato | Classifica | Totale | Classifica |
| -------------- | ------ | --------- | ---------- | --------- | ---------- | ------ | ---------- |
| Citra Febriani | -53 kg | 91 kg     | 5ª         | 115 kg    | 4ª         | 206 kg | 4ª         |

### Tiro
Femminile
| Atleta             | Evento                      | Qualificazione | Qualificazione | Finale          | Finale          |
| Atleta             | Evento                      | Punteggio      | Classifica     | Punteggio       | Classifica      |
| ------------------ | --------------------------- | -------------- | -------------- | --------------- | --------------- |
| Diaz Kusumawardani | Carabina 10m aria compressa | 382            | 55ª            | non qualificata | non qualificata |

### Tiro con l'arco
Femminile
| Atleta                 | Evento      | Round di qualificazione | Round di qualificazione | 32-esimi                  | 16-esimi                   | Ottavi                    | Quarti                    | Semifinali                | Finale                    | Pos.            |
| Atleta                 | Evento      | Punteggio               | Seed                    | Avversario Seed Punteggio | Avversario Seed Punteggio  | Avversario Seed Punteggio | Avversario Seed Punteggio | Avversario Seed Punteggio | Avversario Seed Punteggio | Pos.            |
| ---------------------- | ----------- | ----------------------- | ----------------------- | ------------------------- | -------------------------- | ------------------------- | ------------------------- | ------------------------- | ------------------------- | --------------- |
| Ika Yuliana Rochmawati | Individuale | 638                     | 40ª                     | Fang Y. (CHN) (25) V 6-4  | A. Oliver (GBR) (57) V 7-1 | K. Perova (RUS) (9) P 5-6 | non qualificata           | non qualificata           | non qualificata           | non qualificata |